# Saad bin Laden
Saad bin Osama bin Muhammad bin Awad bin Laden (1979-2009), más conocido como Saad bin Laden, era uno de los hijos de Osama bin Laden. Continuó en los pasos de su padre al ocupar un puesto dentro de Al-Qaeda, y estaba siendo preparado para ser su heredero. Después de los eventos del 11 de septiembre de 2001, Saad huyó a Irán y luego fue arrestado y puesto bajo arresto domiciliario por las autoridades iraníes. Fue asesinado en un ataque con drones estadounidense en 2009 en Pakistán. Las cartas recopiladas de la casa donde fue asesinado bin Laden en Abbottabad, Pakistán confirmaron que Saad fue asesinado.